# Горна Потуонь
Горна́ Потуонь (словац. Horná Potôň) — село в окрузі Дунайська Стреда Трнавського краю Словаччини. Площа села 28,37 км². Станом на 31 грудня 2015 року в селі проживав 1961 житель.

## Історія
Перші згадки про село датуються 1255 роком.

## Географія
Протікають канал Томашов-Легниці; Старий Клатовський канал і Клатовський канал.

## Населення
| Рік:            | 1994. | 2004.   | 2014.    | 2024.    |
| --------------- | ----- | ------- | -------- | -------- |
| Кількість осіб: | 1841  | 1762    | 1972     | 2260     |
| Різниця:        |       | -4,29 % | +11,91 % | +14,60 % |

| Рік:            | 2023. | 2024.   |
| --------------- | ----- | ------- |
| Кількість осіб: | 2206  | 2260    |
| Різниця:        |       | +2,44 % |